# Epopeya (miniserie)
Epopeya es una serie de televisión chilena con carácter de documental histórico sobre la Guerra del Pacífico. Fue producida por Nuevo Espacio, emitida en Chile por Televisión Nacional de Chile, y en Latinoamérica por The History Channel.
El documental está dividido en tres capítulos, conducidos por el periodista Rafael Cavada, y protagonizados (en la ficción) por un soldado chileno anónimo cuyo cadáver fue encontrado en el distrito de Chorrillos en 1998.
En el documental participan personas e historiadores seleccionados por los productores que opinan sobre las causas y acontecimientos de la Guerra del Pacífico, en los tres países que se vieron involucrados en el conflicto: Chile, Perú y Bolivia.
Epopeya fue un programa polémico, pues su emisión estaba proyectada para marzo de 2007, siendo aplazada hasta el mes de mayo del mismo año, por razones de orden político.

## Episodios
Todos los capítulos cuentan con entrevistas a historiadores elegidos por los productores y habitantes de los tres países que estuvieron en conflicto.

### Primer capítulo
- Emisión: Domingo 6 de mayo de 2007
- Temáticas:

1. Antecedentes de la Guerra del Pacífico
2. Primera parte del conflicto

### Segundo capítulo
- Emisión: Domingo 13 de mayo de 2007
- Temáticas:

1. Combate de Angamos
2. Desembarco en Pisagua
3. Desembarco chileno en Ilo y Pacocha
4. Muerte del ministro chileno Rafael Sotomayor
5. Batalla de Tacna
6. Asalto y Toma del Morro de Arica
7. Bloqueo del Callao

### Tercer capítulo
- Emisión: Domingo 20 de mayo de 2007
- Temáticas:

1. Batalla de Chorrillos
2. Llegada del ejército chileno a Lima
3. Batalla de la Concepción
4. Fin del conflicto
5. Consecuencias de la Guerra del Pacífico
6. Chile potencia económica gracias a los ricos territorios de los países vecinos

## Postergación
Esta serie fue aplazado cuando el embajador de Perú en Chile, Hugo Otero manifestara su preocupación por el contenido al canciller Alejandro Foxley y que podría "comprometer las relaciones diplomáticas".
La postergación fue apoyada el 13 de marzo de 2007 por el alcalde de Arica, Carlos Valcarce Medina, para evitar que se exacerbaran los ánimos, y que se perjudicara la integración Arica-Tacna: "Todos tienen derecho (a expresarse), pero ha costado mucho hacer integración. A algunos personajes y políticos no les cuesta nada desarmar esa integración, esa unidad entre las dos ciudades por la cual hemos trabajado tanto. Como no les importa en absoluto la realidad de Arica, se pueden dar el lujo de hablar de todo y les importa un comino si es que hay comercio o relaciones con Tacna".
Para cubrir el vacío dejado por la postergación del documental, TVN se vio obligado a emitir durante los tres miércoles en que originalmente estaba programada la emisión del mismo, capítulos de dos horas de duración de su reality show "Pelotón".

## Críticas
Luego de la emisión del primer capítulo de la serie, el historiador boliviano Jorge Siles, que apareció en ella, manifestó que esperaba "una cosa más justa, verídica y positiva de la historia".
Al día siguiente de la emisión del primer capítulo y luego de reunirse con el Consejo Empresarial Chileno-Peruano en Lima, Alan García expresó que era "una versión relativamente equilibrada en el sentido de que incorpora elementos de planteamiento de interpretación peruana y boliviana" y respecto a la postergación de la serie indicó que "No me atrevo a censurar ni calificar a nadie al interior de Chile".